# Рыбарев, Валерий Павлович
Валерий Павлович Рыбарев (бел. Валерый Паўлавіч Рыбараў; 26 июня 1939, Саратов, РСФСР, СССР — 25 июня 2025, Минск, Беларусь) — советский и белорусский кинорежиссёр и сценарист, автор игровых и документальных фильмов. Заслуженный деятель искусств Белорусской ССР (1991), лауреат Премии имени Ю. Тарича (1987), Премии ЛКСМБ (1990).

## Биография
Валерий Павлович Рыбарев родился 26 июня 1939 года в Саратове. С 1959 года на киностудии «Беларусьфильм», сначала ассистент режиссёра, затем режиссёр. В 1976 году окончил режиссёрское отделение ЛГИТМиК (мастерская В. Карпова).
Своеобразным этапным фильмом в творческой судьбе кинематографиста стал документальный фильм «Тонежские бабы» (1977). Фильм посвящён судьбам трёх жительниц села и сохранившемуся в первозданном виде уникальному обряду встречи весны в деревне Тонеж Лельчицкого района Гомельской области.
Такие, уже художественные, фильмы Валерия Рыбарева, как «Живой срез» (1978), «Чужая вотчина» (1982) и «Свидетель» (1985) стали классикой не только белорусского кинематографа, но и на равных с фильмами Алексея Германа и Альгимантаса Пуйпы обозначили целое направление в советском киноискусстве. Это направление называли сверхреализмом или гиперреализмом. Оно характеризовалось особым вниманием к реалиям времени, возведением в ранг художественной значимости самых, казалось бы, маловажных деталей.
Ни одна белорусская картина не имела такой многоликой аудитории, как у фильма «Меня зовут Арлекино» (1988). Этот фильм вошёл в историю белорусского кино как самый кассовый. Это молодёжная социально-психологическая драма по пьесе Юрия Щекочихина «Ловушка № 46, рост второй». Авторы фильма одними из первых в советском кино прикоснулись к проблемам молодёжи середины 80-х годов. За первые 15 месяцев демонстрации ленты в кинотеатрах СССР её посмотрело 41,9 млн человек.
В 1992 году Валерий Рыбарев организовал студию «АРД фильм» при Союзе кинематографистов Республики Беларусь. Все 90-е годы пытался снимать кино. Ни одна из задумок этого десятилетия не была осуществлена. Где-то из-за саботажа «Беларусьфильма», где-то подвели российские партнёры, если фильм планировалось снимать у соседей. Планировались фильмы: «Опознание», «Связной», «Весёлый солдат», «Нечистый». Главной потерей считается фильм «Голос крови брата твоего» (бел. Голас крыві брата твайго), по одноимённому роману Вячеслава Адамчика, который уже был запущен в производство, фильм должен был стать продолжением «Чужой вотчины». Киностудия «Беларусьфильм» не выполнила свои обязательства и сорвала съёмки.
В 2002 году вышел совместный российско-белорусский фильм Валерия Рыбарева «Прикованный». Психологическая драма о судьбе бывшего офицера-афганца, потерявшего самого себя в чуждых ему «перестроечных» реалиях, как личный крах переживающего распад великой державы и мучительно ищущего пути к возрождению поруганных и утраченных идеалов, нравственных норм.
Умер 25 июня 2025 года за день до своего дня рождения в возрасте 85 лет в Минске, после продолжительной болезни.

## Семья
- Супруга — Светлана.
- Сын — Павел.
- Дочь — Елена.
- Внучка — Мария.

## Работы
| 1966 | Восточный коридор                       |           |                                 | зелёная ✓ |                        |
| 1966 | День приезда… день отъезда!             |           |                                 | зелёная ✓ | телефильм              |
| 1969 | Жди меня, Анна                          |           |                                 | зелёная ✓ |                        |
| 1969 | Деревенские каникулы                    |           |                                 | зелёная ✓ | короткометражный фильм |
| 1970 | Смятение                                |           |                                 | зелёная ✓ | телефильм              |
| 1971 | Большие перегоны                        |           |                                 | зелёная ✓ | телефильм              |
| 1973 | Облака                                  |           |                                 | зелёная ✓ |                        |
| 1973 | Радуга в мире лазеров                   | зелёная ✓ |                                 |           | документальный фильм   |
| 1975 | Встречи                                 | зелёная ✓ |                                 |           | документальный фильм   |
| 1975 | Ожидание                                | зелёная ✓ | зелёная ✓                       |           | документальный фильм   |
| 1977 | Немая скрипка                           | зелёная ✓ | зелёная ✓                       |           | документальный фильм   |
| 1977 | Тонежские бабы                          | зелёная ✓ |                                 |           | документальный фильм   |
| 1978 | Живой срез                              | зелёная ✓ |                                 |           | короткометражный фильм |
| 1982 | Чужая вотчина (бел. Чужая бацькаўшчына) | зелёная ✓ |                                 |           |                        |
| 1985 | Свидетель                               | зелёная ✓ | совместно с Павлом Финном       |           | телефильм              |
| 1988 | Меня зовут Арлекино                     | зелёная ✓ | совместно с Юрием Щекочихиным   |           |                        |
| 2002 | Прикованный                             | зелёная ✓ | совместно с Владимиром Валуцким |           |                        |